# Stettfurt
Stettfurt é uma comuna da Suíça, no Cantão Turgóvia, com cerca de 1.037 habitantes. Estende-se por uma área de 6,35 km², de densidade populacional de 163 hab/km². Confina com as seguintes comunas: Lommis, Matzingen, Thundorf, Wängi.
A língua oficial nesta comuna é o Alemão.